# Potiche
Potiche (Potiche, mujeres al poder en España y Mujeres al poder en Hispanoamérica) es una película franco-belga de 2010 del género comedia dirigida por François Ozon sobre la obra de teatro homónima de Pierre Barillet y Jean-Pierre Grédy. Está protagonizada por Catherine Deneuve, Gérard Depardieu, Fabrice Luchini, Karin Viard, Judith Godrèche y Jérémie Renier. Ambientada en 1977, la película cuenta la historia de una esposa sumisa que llega a dirigir la fábrica de paraguas de su marido, después de que los empleados se rebelen contra su tiránico director. En francés, "Potiche" es un jarrón decorativo, pero también significa más o menos lo mismo que la "esposa trofeo". La película compitió en la 67a edición del Festival Internacional de Cine de Venecia y recibió dos nominaciones a los premios Magritte, premio al mejor actor de reparto por Jérémie Renier.

## Sinopsis
Francia, 1977. Suzanne es una mujer consagrada a su hogar y su familia, y sometida al acomodado industrial Robert Pujol. Robert dirige con mano de hierro su fábrica de paraguas y tiene un comportamiento desagradable y déspota tanto con los obreros como con sus hijos y con Suzanne, a la que considera tan sólo una mujer-florero, un adorno. Después de una huelga y del secuestro de su marido, ella tiene que asumir la dirección de la empresa y, para sorpresa de todos, se revela como una mujer inteligente, capacitada y decidida. Pero cuando Robert vuelve a casa, en plena forma, después de una cura de reposo, la situación se complica…

## Reparto
- Catherine Deneuve como Suzanne Pujol.
- Gérard Depardieu como Maurice Babin.
- Fabrice Luchini como Robert Pujol.
- Karin Viard como Nadège.
- Judith Godrèche como Joëlle Pujol.
- Jérémie Renier como  Laurent Pujol.
- Évelyne Dandry como Hermana de Suzanne.
- Élodie Frégé como Suzanne joven.

## Producción
François Ozon vio la obra Potiche de Pierre Barillet y Jean-Pierre Grédy unos diez años antes de hacer la película. Según Ozon, el origen de la versión cinematográfica se debió en parte a que había sido contactado por los productores Eric y Nicolas Altmayer y pidió hacer una película biográfica sobre Nicolas Sarkozy y, por otra parte, a sus experiencias durante la campaña presidencial de 2007, donde siguió a la candidata, por el Partido Socialista, Ségolène Royal. Mientras escribía el guion, Ozon se reunió periódicamente con Barillet, que gustosamente aprobó los ajustes realizados con el fin de mejorar la relevancia de la historia en la sociedad contemporánea. Sin embargo, el ajuste de 1970 se mantuvo, porque, a la vez que la distancia permitía al director hacer una película más humorística, Francia estaba más dividida políticamente en la década de 1970, que mostraba una segmentación de clases más notable. La carrera política de Suzanne era totalmente propia a la historia, que en su encarnación original termina cuando Robert vuelve a la fábrica. 
El proyecto fue dirigido por Mandarin Cinéma, con la coproducción de Production Services Belgium. El rodaje tuvo lugar en Bélgica  a partir del 26 de octubre de 2009 y duró ocho semanas. La película se rodó deliberadamente como una mirada teatral para crear distancia y dar al público una conciencia constante de una obra de ficción. Una influencia importante para el estilo visual fue el cine de Jacques Demy. La banda sonora incluye a Michèle Torr con "Emmène-moi danser ce soir", Il était une fois y "Viens faire un tour sous la pluie" y Jean Ferrat con "C'est Beau la vie".

## Estreno
La película se estrenó el 4 de septiembre de 2010 en competición en el Festival Internacional de Cine de Venecia 67a edición. [ 6 ] Fue lanzada en Francia y en Bélgica el 10 de noviembre. [ 1 ] Lanzado en 440 copias por Mars Distribution, Potiche tuvo 875.000 espectadores durante su primera semana en las salas francesas. [ 7 ] En su apogeo la película estaba jugando en 542 lugares. Cuando terminó la temporada teatral, el número total de entradas vendidas en Francia había llegado a 2.318.221. [ 8 ] Al 28 de junio de 2011, Box Office Mojo informó que los ingresos en todo el mundo teatral de la película corresponden a 23.157.170 de dólares. 